# Клоун Шейкс
«Клоун Шейкс» (англ. Shakes the Clown) — американский художественный фильм Бобкэта Голдтуэйта, 1991 года, в жанре трагикомедия. Дебют американского комика Бобкэта Голдтуэйта в качестве кинорежиссёра, сценариста и исполнителя главной роли одновременно.
Слоган фильма: «Любимый детьми. Желанный женщинами. Обожаемый всеми барменами.»

## Сюжет
Шейкс — клоун-алкоголик. Всё свободное от работы время он проводит в баре со своими друзьями, такими же клоунами, как и он. Из-за пристрастия Шейкса к алкоголю непросто складываются его отношения с официанткой Джуди. Во время одной из посиделок в баре, друзья Шейкса узнают о том, что на телевидение попадает клоун Пинки, хотя все предрекали путь на телевидение Шейксу. Пинки — весьма нервозный и психически неуравновешенный тип, который к тому же ещё «сидит» на наркотиках.
Мистер Чиз — Босс Шейкса и друг его отца. После смерти отца Шейкса, Чиз стал присматривать за Шейксом, стараться чтобы тот не потерял работу, вытаскивает его из полицейского участка. Однажды Чиз становится невольным свидетелем пристрастия Пинки к наркотикам, в результате чего Пинки и его друзья случайно убивают Чиза. Чтобы скрыть следы, убийцы подставляют Шейкса, спавшего в это время мертвецки пьяным. Проснувшись и обнаружив тело мистера Чиза, Шейкс считает себя убийцей и бросается в бега. Он старается спрятаться в школе клоунов-мимов, где уроки ведет преподаватель Марти (Робин Уильямс). Друзья Шейкса стараются помочь Шейксу и выводят Пинки на «чистую воду», но последний берет в заложники Джуди. В результате драки Джуди удается «отключить» Пинки ударом шара.
Фильм заканчивается сценой в аудитории «Общества анонимных алкоголиков», где Шейкс произносит фразу, обращаясь к окружающим «Здравствуйте! Меня зовут Шейкс. Я — алкоголик».

## В ролях
- Бобкэт Голдтуэйт — клоун
- Джули Браун — Джуди
- Брюс Баумм — Тай (клоун родео)
- Стив Бин
- Робин Уильямс — мим Джерри
- Адам Сэндлер — клоун Динк
- Том Уиллард
- Блейк Кларк — злой клоун
- Том Кенни — Клоун Бинки
- Пол Дули — Оуэн Чиз
- Кэти Гриффин — Люси
- Пол Козловский — Клоун Хохо
- Дэн Спенсер — Клоун в сапогах
- Джереми Крамер — детектив Боар
- Джек Галлахер — офицер Крони
- Грег Трэвис — Рэнди (клоун родео)
- Флоренс Хендерсон — неизвестная женщина
- Скотт Херриотт — Директор
- Лаванда Пейдж — Клоун женщина
- Мартин Чарльз Уорнер — клоун
- Джонни Сильвер — Клоун портняжка
- Тим Казуринский — Первый папа
- Сидни Лэссик — Клоун Пеппи
- Тони В. — Неуклюжий наездник